# José Antonio Gavira Cortés
José Antonio Gavira Cortés (Sevilla; 9 de juny de 1960) és un periodista, presentador de TV, locutor de Ràdio i actor de doblatge espanyol. També ha estat secretari de mitjans de comunicació d'UGT de Castella-La Manxa.

## Biografia
Llicenciat en Periodisme per la Universitat Complutense de Madrid, va iniciar la feina de casa informatives a Radiocadena Española (1980) i ha desenvolupat la seva carrera professional al diari Nueva Andalucía, Radio Sevilla (SER), COPE, Canal Sur TV, Antena 3, Diario de Andalucía, CMM TV i CMM Radio. Des de 2017 dirigeix i presenta el programa ‘Pasaba por aquí’ que s'emet totes les nits en la ràdio pública de Castella-la Manxa.
Després de formar-se com a actor a l'Escola d'art dramàtic de Sevilla, va treballar també en produccions teatrals de tots els gèneres, particularment cafè-teatre.
Com a actor de doblatge ha posat veu en castellà a personatges de cinema i seriïs de TV, especialment de dibuixos animats.

## Premsa
El seu primer treball en premsa escrita es remunta a 1981, quan va ingressar al diari Nueva Andalucía com a reporter. Un any després ja era responsable de la informació de Successos.
En 1999 es va fer càrrec de la Direcció del Diario de Andalucía, únic periòdic de l'època que només es distribuïa en les vuit províncies de la comunitat. El diari es va sotmetre sota el seu mandat a un profund procés de redissenyo gràfic, va augmentar seccions i continguts i va elevar la seva paginació des de 40 fins a 92 pàgines.

## Ràdio
És el mitjà on es va iniciar com periodista en 1980 i on desenvolupa la seva professió en l'actualitat.
En 1980 va treballar a La Voz del Guadalquivir, emissora sevillana que després es va integrar a Radiocadena Española. En aquesta etapa va compartir labor informativa amb professionals com Pilar del Río.
En 1982 el va contractar la Cadena SER, on va treballar com a redactor durant quatre anys. En aquesta etapa va formar part de l'equip que va rebre el Premis Ondas pel primer informatiu de ràdio regional de la Història d'Espanya.
En 1986 va ser nomenat director dels Serveis Informatius de la Cadena Cope a Andalusia, càrrec en el qual va romandre fins a 1991.
En 2016 retorna a la Ràdio amb un espai setmanal d'entrevistes que s'emetien a la Radiotelevisión de Castilla-La Mancha.
Desde 2017 se dedica exclusivament a la direcció i presentació de ‘Pasaba por aquí’, el programa de la nit a CMM Radio.

## Televisió
El 1990 s'inicia com a presentador de TV a Canal Sur amb el programa de debat en directe Encuentros.
En 1991 passa a presentar els informatius de la televisió autonòmica, mantenint aquesta responsabilitat durant tres anys. En aquest període es va celebrar l'Exposició Universal de Sevilla (1992) des d'on va informar en directe en nombroses ocasions.
En 1993 fitxa per Antena 3 Noticias com a subdirector i presentador de l'edició de les 15.00 hores al costat d'Olga Viza. En aquesta etapa es va produir per primera vegada la superació en audiència dels telenotícies de TVE per un informatiu de la TV privada.
En 1995 Antena 3 TV li encomana la presentació del programa Se Busca, que convidava a participar en la localització de persones desaparegudes i delinqüents perseguits per la Policia.
En 1997 es fa càrrec de la Direcció d'Informatius d'Antena 3 Las Palmas.
En 2000 dirigeix i presenta el programa Salud al dia a Canal Sur TV.
En 2001 forma part de l'equip de 34 periodistes que van posar en marxa la Radio Televisión de Castilla-La Mancha. En el canal regional va romandre durant 16 anys, dirigint i presentant informatius de molt diversos formats fins al seu retorn a la Ràdio.

## Teatre
Entre 1980 i 1983 va treballar com a actor professional en espectacles com ‘El gran teatro del mundo’ (Calderon de la Barca), ‘Entre todos lo mataron' (Jerónimo López Mozo) i ‘La señorita cortijera y el aperaó’ (José Antonio Garmendia).

## Doblatge
- Una llama en el espacio (1994) - Operador de ràdio.
- Principal sospechoso - Presentador de notícies / Comentarista esportiu (episodi ‘Operación Nadine’).
- Bola de dragón Z - Goku (episodis 56-167) / Bardock / Recoome / Raditz / Gogeta.